# لاچین (شهر)
لاچین (ترکی آذربایجانی: Laçın; بردزور ارمنی: Բերձոր) شهری که دوژور جزئی از جمهوری آذربایجان اما دفاکتو جزئی از جمهوری آذربایجان است. جمعیت این شهر بر اساس سرشماری سال ۱۹۸۹ میلادی، ۷٫۸۲۹ نفر و بر اساس سرشماری سال ۲۰۰۸ میلادی، ۲٫۰۱۳ بوده است.